# Игра о памћењу и умирању
„Игра о памћењу и умирању“ је југословенски филм из 1984. године. Режирао га је Предраг Синђелић, а сценарио су писали Луис Буњуел и Предраг Синђелић.

## Улоге
| Глумац               | Улога |
| -------------------- | ----- |
| Оља Бећковић         |       |
| Жељка Цвјетан        |       |
| Марта Глигоријевић   |       |
| Михаило Јевтић       |       |
| Александар Јовановић |       |
| Дубравко Јовановић   |       |
| Ферид Караица        |       |
| Зденко Колар         |       |
| Миленко Заблаћански  |       |